# Das Geheimnis der Großen Schwerter
Das Geheimnis der Großen Schwerter, auch Die Saga von Osten Ard genannt, (engl. Originaltitel: Memory, Sorrow, and Thorn) ist Tad Williams’ epische Fantasytrilogie (im Deutschen Tetralogie), bestehend aus Der Drachenbeinthron (1988, dt. gebunden 1991, Taschenbuch 1996), Der Abschiedsstein (1990, dt. gebunden 1993, Taschenbuch 1996) und dem in zwei Bände aufgeteilten To Green Angel Tower (dt. Titel Die Nornenkönigin, gebunden 1994, Taschenbuch (1996) und Der Engelsturm (1994 gebunden, Taschenbuch 1997)).

## Welt – Osten Ard
Die Bücher spielen auf dem Kontinent Osten Ard mit klimatischen Bedingungen zwischen polaren und tropischen Verhältnissen, im äußersten Norden und Süden. Durch die ganze Trilogie geben Anlehnungen an reale Völker und Welten Osten Ard mehr Komplexität und Tiefe als eine vollständig erfundene Welt und erzeugen erzählerische Erwartungen, die Williams zum Teil erfüllt und zum Teil unerwartet abwandelt.

### Völkerschaften
Die intelligenten Einwohner Osten Ards sind mehrheitlich Menschen. Mehrere der menschlichen Völkerschaften enthalten Anleihen an historische Völker der realen Welt. So bevölkern den Norden die Rimmersmänner, ein germanenähnliches Kriegervolk, das ursprünglich auf gestrandete Seefahrer (wohl inspiriert von den Wikingern) zurückgeht. Südliche Seefahrervölker sind die Nabbanai und die Pedruinesen, die Wranna sind dunkelhäutig und bewohnen subtropische Sümpfe, die Erkynländer sind wohl ein Mischvolk aus verschiedenen Ursprüngen, das die Landschaft rund um die zentralen Handlungsschauplätze bevölkert, ähnlich den Engländern. Die Hernystiri sind ein Reitervolk des Südwestens, ebenso die Bewohner der Thrithinge. Ganz im Süden lebende Tropenvölker erscheinen in den Romanen nur am Rand.
Nichtmenschliche Einwohner bevölkern zum Handlungszeitpunkt der Romane nur versteckte Randbereiche des Kontinents und werden von Teilen der Menschen häufig für Legenden gehalten. So die sogenannten Sithi und Nornen (elbenartige Unsterbliche in den Wäldern und äußerstem Norden), Qanuc (auch Trolle genannte, zwergartige Bergbewohner) und die einem schmächtigen, aber etwas größeren Zwergenvolk ähnlichen Unterirdischen.
Die Fauna und Flora des Kontinents enthält sowohl Tiere und Pflanzen aus der realen Welt, wie Wölfe, Bären und verschiedene Vogelarten, als auch verschiedene fiktive Tierarten und halbintelligente Wesen (in der Erde lebende, sogenannte Bucken, Riesen).

### Fiktive Geschichte
Ursprünglich waren die Sithi, in späterer Zeit auch die (menschlichen) Imperatoren von Nabban (ähnlich dem römischen Reich, aber eher ein Seefahrervolk) die Beherrscher großer Teile von Osten Ard. Das Sithireich bricht unter dem Ansturm der Rimmersmänner zusammen, das Imperium schrumpft zur Bedeutungslosigkeit. Der Herrschaftsbereich der Rimmersmänner zerbricht nach einigen Generationen. Nach dieser Zeit ist der Roman Der brennende Mann angesiedelt. Einige Jahrhunderte danach vereint der im Erkynland residierende König Johann Presbyter (auch Priester Johann genannt) den größten Teil der menschlichen Welt zu einem einzigen, mittelalterähnlich geprägten, Reich. Am Ende seiner Herrschaft setzt der Roman Drachenbeinthron ein. Aus den Wirren der Zeit der Romane geht die neue Herrschaft des Hochkönigs Seoman und seiner Königin Miriamel hervor.

### Sprachliche Anleihen
Bei einigen Begriffen und Namen der Sithi/Nornen macht Williams Anlehnung beim Japanischen, z. B. dem Sithi Jiriki (自力/jiriki = aus eigener Kraft), der Drachenmutter Hidohebhi (酷い蛇/hidoi hebi = schreckliche Schlange), wobei sogar eine dem Altjapanischen ähnliche Lautung ‚tu‘ statt modern ‚tsu‘ verwendet wird z. B. bei der Nornenkönigin Utuk'ku (美しい/utsukushii = schön), oder der unter Eis versunkenen Sithistadt Tumetai (冷たい/tsumetai = kalt).

### Religionen
Neben einigen verbleibenden polytheistischen Religionen mit Vorbildern in der germanischen und keltischen Mythologie ist die größte menschliche Religion ein dem Christentum sehr ähnlicher Glaube. Deren Hauptfigur, Usires Ädon, wurde kopfüber an den „Heiligen Baum“ geschlagen, der zu seinem Symbol (wie das Kreuz für die Christen) wurde. Auch der hierarchische Aufbau ähnelt der katholischen Kirche mit einem Papst-ähnlichen Erzprälaten an der Spitze. Eine stattfindende Heiligen- und Reliquienverehrung ähnelt ebenfalls dem mittelalterlichen Katholizismus.

## Inhaltsangabe

### Der Drachenbeinthron
Der Küchenjunge Simon (wegen seiner Tagträumerei von der obersten Kammerfrau Rachel oft „Mondkalb“ genannt) verbringt seine Zeit damit, sich möglichst erfolgreich vor der Küchenarbeit auf dem Hochhorst (dem Schloss des Königs Johan) zu drücken. Er erlebt dort sowohl die letzten Jahre der Herrschaft Johan Presbyters als auch die ersten Monate der Herrschaft dessen Sohnes Elias. Nachdem Elias’ Bruder, Prinz Josua, spurlos verschwunden ist und des Verrats und versuchtem Thronraubs verdächtigt wird, findet Simon ihn in einem der Kerker unter dem Hochhorst, wo Pryrates, der dunkle Magier und Berater von König Elias, ihn gefangen hält. Zusammen mit seinem Lehrmeister Doktor Morgenes befreit Simon den Prinzen und muss als Folge dessen selbst vor Pryrates fliehen. Bei dem Versuch, Simon zu retten, stirbt Doktor Morgenes. Simon muss sich – nur mit einem Manuskript seines alten Meisters und einer vagen Wegbeschreibung – auf den Weg zum Prinzen machen, um dort Zuflucht zu suchen.
Der erste Abschnitt der Reise führt Simon durch die Tiefen unter dem Hochhorst, die früher eine gewaltige Stadt der Sithi war. Dort irrt er lange Zeit herum, bis er am Rande des Wahnsinns schwebt und endlich einen Ausgang findet.
Während Osten Ard immer gefährlicher wird, weil König Elias die Bekämpfung von Räubern vernachlässigt, wird neben Simons Geschichte auch die anderer Figuren des Landes erzählt. Diese umfassen unter anderem Herzog Isgrimnur von Rimmersgard, Maegwin, die Tochter des Königs Lluth von Hernystir und Tiamak, einen Schreiber aus einem Sumpfdorf im Süden.
Trotz Hunger, Verfolgung und Schrecken schafft es Simon mit einiger menschlicher und nicht-menschlicher Hilfe, die Feste Naglimund des Prinzen Josua zu erreichen, wo ihm Zuflucht gewährt wird. Auf dem Weg dorthin befreit er einen der sagenumwobenen Sithi aus einer Falle, woraufhin dieser ihm einen weißen Pfeil zum Geschenk macht. Auch trifft er hier auf den Qanuk Binabik, der ihm fortan auf seinen Reisen als treuer Freund zur Seite steht.
In seiner Feste hält Prinz Josua einen Rat, auf dem vieles über die Gründe für König Elias Schreckensherrschaft geklärt wird. So erfährt die Gemeinschaft, dass Elias sich mit dem legendären untoten Sturmkönig verbündet und von diesem das mächtige Schwert „Leid“ erhalten hat. Der Sturmkönig war einst der Sitha Ineluki, der das Schwert Leid im Krieg gegen die Rimmersmänner schmiedete.
Zusammen mit den Schwertern „Dorn“ und „Minneyar“ gehört „Leid“ zu den drei großen Schwertern. Laut einem aus alter Zeit überlieferten Gedicht können nur diese Schwerter zusammen die Rückkehr des Sturmkönigs in die Welt der Lebenden verhindern. Von Leid ist bekannt, wo es sich befindet, und Minneyar glauben die Anwesenden versteckt auf dem Hochhorst. Einzig das Schwert Dorn scheint unerreichbar, das einer alten Geschichte nach in den eisigen Bergen des Nordens verloren gegangen sein soll.
Daher machen sich Simon, Binabik und einige weitere Begleiter auf den Weg, das Schwert zu suchen und zu Prinz Josua zurückzubringen. Nach beschwerlicher Reise durch den unnatürlichen, vom Sturmkönig ausgesandten Winter finden sie das Schwert und wollen es zurückbringen. Auf dem Rückweg jedoch geraten sie in einen Kampf mit einem Drachen, doch Simon gelingt es, diesen mit Dorn zu verletzen, wird aber vom Blut des Drachen getroffen, wodurch er fortan eine weiße Strähne trägt, die ihm den Namen „Simon Schneelocke“ einbringt.
Auf ihren Reisen treffen sie den von Simon befreiten Sitha wieder, der sich als Prinz der in Osten Ard verbliebenen Sithi entpuppt und sich als Jiriki vorstellt. Da Simon ihm das Leben gerettet hat, steht Jiriki in dessen Schuld und erklärt, der weiße Pfeil sei ein Beweis dafür.
Unterdessen greift König Elias Naglimund an. Seine Truppen werden von den ebenfalls unsterblichen Nornen, Verwandten der Sithi unterstützt, wodurch Naglimund in kürzester Zeit fällt und Prinz Josua zusammen mit den Verbliebenen seines Hofstaates fliehen muss.

### Der Abschiedsstein
Simon muss Binabik befreien, der von seinem eigenen Volk zum Tode verurteilt wurde. Ihm wird zur Last gelegt, seine Verlobte, Sisqi, verlassen zu haben und für den anomal andauernden Winter verantwortlich zu sein. Zu der Zeit, in der Binabik mit Simon unterwegs war, hätte eigentlich ein wichtiges Ritual stattfinden sollen, das Binabik in Vertretung seines gestorbenen Meisters, des „singenden Mannes“, hätte durchführen sollen.
Binabik verfällt in eine Art Apathie und will das Urteil kampflos hinnehmen. Nur auf Drängen von Simon und Sisqi beginnt Binabik, halbherzig um sein Leben zu kämpfen.
Nur sehr widerwillig lassen der Hirte und die Jägerin – Herrscher der Trolle und Sisqis Eltern – Binabik ziehen, als dieser verspricht, mit Hilfe der Schriftrollen seines Meisters den dauernden Winter beenden zu können, in dem er Prinz Josua bei seinem Kampf gegen den Sturmkönig unterstützt.
In einem Traum wird Simon von der Hexe Geloë, die ihm schon bei seiner Reise nach Naglimund geholfen hat, zum Abschiedsstein gerufen, einem Ort, an dem sie angeblich eine Weile sicher vor dem Sturmkönig und König Elias sind und zu dem sich Josua mit seinem Gefolge durchzuschlagen versucht.
Nach langer beschwerlicher Reise erreichen Simon und seine Begleiter ein verlassenes Dorf, in dem nur noch die mysteriöse Skodi mit ihren Kindern lebt. Dort werden sie freundlich aufgenommen, doch in der Nacht stellt sich heraus, dass Skodi mit den Dienern des Sturmkönigs (der roten Hand) im Bunde steht und diesem im Tausch gegen Macht das Schwert Dorn anbietet, das Simon zu Josua zu bringen versucht.
In einer verzweifelten Befreiungsaktion wird Simon von Binabik getrennt und wird nach tagelangem Hungern und Frieren in den eisigen Kälten von Jirikis Schwester Aditu gerettet und als erster Sterblicher in die große Stadt der Sithi, Jao é-Tinukai'i, gebracht. Jirikis Eltern, die Herrscher der Sithi, heißen diese Tat nicht gut und verurteilen Simon dazu, die Stadt nie wieder verlassen zu dürfen.
Nachdem der Sturmkönig zusammen mit seiner Verbündeten, der Nornenkönigin, die Stadt überfallen hat, wobei die älteste lebende Sitha, Amerasu, getötet wurde, wird Simon gestattet, die Stadt zu verlassen, und wird von Aditu zum Stein des Abschieds begleitet, wo er wieder mit Binabik und Prinz Josua zusammentrifft.
Parallel dazu wird über die Reise Prinzessin Miriamels erzählt, Nichte von Josua und Tochter von Elias. Sie war kurz vor der Belagerung Naglimunds von dort geflohen, um bei ihren Verwandten im Süden um Hilfe für Josua zu bitten. Simon hatte sie auf seiner Reise nach Naglimund als Dienerin verkleidet kennengelernt und sich verliebt, bevor er sie als Prinzessin erkannte.

### Die Nornenkönigin
Simon wird zum Ritter geschlagen, als Belohnung dafür, dass er Josua das Schwert Dorn gebracht hat.
Es stellt sich heraus, dass das Schwert „Minneyar“ in Wirklichkeit das Schwert „Hellnagel“ des verstorbenen Hochkönigs Johann ist und diesem von Elias mit ins Grab gelegt wurde.
Miriamel wird nach langen Irrfahrten von Herzog Isgrimnur gefunden. In der schäbigen Herberge, in der sie zusammen mit ihrem Begleiter, dem fragwürdigen Mönch Cadrach, untergekommen ist, lebt ein alter, geistig verwirrter Mann. Isgrimnur erkennt ihn als Camaris, den lange tot geglaubten ersten Ritter König Johanns und einstiger Besitzer von Dorn. Zusammen machen sich Miriamel, Cadrach, Isgrimnur, Camaris und Tiamak, der ebenfalls dorthin gelangt ist, auf den Weg zum Abschiedsstein.
Unterwegs stellen sie fest, dass nicht nur das Wetter vom Sturmkönig beeinflusst wird, sondern auch einige Tiere, vornehmlich grässliche Kreaturen.
König Elias schickt eine Armee aus, die Josuas Lager auf dem Abschiedsstein vernichten soll. In einer langen, blutigen Schlacht erringen Josuas Truppen jedoch einen knappen Sieg, und der Anführer des königlichen Heers (Graf Fengbald, dem Prinzessin Miriamel versprochen war) wird getötet.
Nachdem Miriamel, Isgrimnur, Tiamak und Camaris auf dem Abschiedsstein ankommen (Cadrach war zuvor geflohen), erlangt Camaris sein Gedächtnis und die Erinnerung an eine entsetzliche Schuld wieder.
Josua beschließt, die Länder im Süden von ihrem unrechtmäßigen Herrscher zu befreien und dadurch ein Heer aufzustellen, das es mit Elias aufnehmen kann. Da das einfache Volk auf dem Abschiedsstein alleine schutzlos wäre, zieht die ganze Bevölkerung nach Süden.
Unterwegs werden sie von einer Gruppe Nornen überfallen. „Utuk'kus Klauen“ versprühen ein lähmendes Gift und wollen Camaris töten. Nur Geloë und Aditu bemerken etwas davon und eilen ihm zur Hilfe. Bei dem Rettungsversuch wird Geloë getötet, die zuvor eine tragende Rolle als Heilerin und Beraterin in der Gruppe eingenommen hat. Erst Tiamaks Eingreifen kann die Klauen vertreiben, indem er das ganze Zelt in Brand setzt.
In derselben Nacht will Miriamel zu ihrem Vater flüchten. Sie glaubt zu wissen, warum er so zerstörerisch gehandelt und sich mit dem Sturmkönig eingelassen hat.
Simon bemerkt das als einziger, und weil er heimlich in sie verliebt ist, begleitet er sie auf der gefährlichen Reise als Beschützer, da er sie nicht zum Bleiben überreden kann.

### Der Engelsturm
Im letzten Band der Reihe reisen Miriamel und Simon zurück zum Hochhorst, während Josuas Truppen die Nabbanai im Süden vereinen, um gegen Elias und Pryrates zu ziehen.
Auf der Reise zum Hochhorst geraten Miriamel und Simon in die Gefangenschaft der Feuertänzer, einer skrupellosen Sekte von Anhängern des Sturmkönigs. Diese wollen sie einem Diener des Sturmkönigs opfern. Erst durch das unerwartete Auftauchen Binabiks, der den beiden gefolgt ist, können sie sich befreien und fliehen weiter in Richtung Hochhorst.
Dort angekommen wollen Simon und Binabik zuerst das Schwert Hellnagel aus dem Grab Priester Johanns holen. Sie stellen jedoch fest, dass es nicht mehr dort ist. Stattdessen finden sie ein Loch im Boden. Als sie es genauer untersuchen wollen, stürzt Simon hinein und findet sich erneut in den Tiefen unter dem Hochhorst, der alten Sithi-Stadt Asu'a wieder.
Nachdem er dort erneut lange umhergeirrt ist, findet er den Zugang zum Hochhorst. Da er vermutet, dass Pryrates Hellnagel gestohlen hat, will er in dessen Turm eindringen, um das Schwert zu finden. Da der Hochhorst inzwischen viele Nornen beheimatet, wird er jedoch gefangen genommen und in die Schmiede gebracht, wo er von Inch gequält wird. Inch war der erste Diener Doktor Morgenes, bis der Doktor Simon als Lehrling angenommen hat. Aus diesem Grund hat Inch einen besonderen Hass auf Simon und lässt ihn bald an ein großes Wasserrad binden. Dort verbleibt Simon viele Tage und Nächte, hungrig, durstig und halb wahnsinnig, bis er bereit ist, aufzugeben und einfach zu sterben.
Doch in dem Moment findet ihn der blinde und verrückte Graf Guthwulf. Guthwulf war einst die rechte Hand Elias, bis er bei einem Attentat, das eigentlich Pryrates galt, sein Augenlicht verlor. Elias zwang Guthwulf, die Klinge des Schwertes Leid zu berühren, dessen geheimnisvolle Macht Guthwulf von da ab langsam in den Wahnsinn trieb. In seiner wachsenden Paranoia und der Angst vor Pryrates und dessen Nornenkriegern versucht Guthwulf zu fliehen, verläuft sich jedoch ebenfalls in den Tiefen unter dem Hochorst, bis er auf Simon trifft.
Simon kann ihn überreden, ihn zu befreien. Geschwächt findet ihn Inch wieder und will ihm endgültig den Garaus machen. Doch mit der Hilfe anderer Zwangsarbeiter gelingt es, Inch zu töten. Simon und Guthwulf fliehen in dessen Versteck. Simon stellt fest, dass Guthwulf Hellnagel bei sich hat. Offensichtlich hat dieser das Schwert aus dem Grab gestohlen. In derselben Nacht stirbt Guthwulf als Folge seines Wahnsinns.
Simon dringt erneut in den Hochhorst ein, wo inzwischen auch Binabik und Miriamel eingetroffen sind. Camaris, der erneut den Verstand verloren hat, ist ebenfalls mit Dorn auf dem Weg in den Hochhorst. Somit sind alle drei großen Schwerter dort versammelt.
Erst jetzt kommt Binabik der Gedanke, dass die Schwerter eben nicht zusammenkommen dürfen, sondern dies eine List des Sturmkönigs ist, um andere dazu zu bringen, die Schwerter zur rechten Zeit in den Engelsturm zu bringen, wo sie ihm die Tür in die Welt der Lebenden öffnen sollen.
König Elias erscheint mit Leid, Camaris mit Dorn. Als Simon mit Hellnagel auftaucht und keine Macht mehr über seinen Körper hat, berühren sich die drei Schwerter, und der Sturmkönig beginnt, Besitz von Elias Körper zu nehmen.
Pryrates versucht, den Sturmkönig unter seinen Willen zu zwingen. Als dies fehlschlägt, wird er von ihm getötet.
Prinzessin Miriamel gelingt es, zu ihrem Vater zu sprechen, der das verursachte Elend bedauert. Miriamel greift sich den Weißen Pfeil und erschießt ihren Vater. Ineluki versucht daraufhin, sich in einem der anderen Anwesenden zu manifestieren. Simon und die anderen verschließen ihren Geist und die körperlose Seele Inelukis wird ins Nichts gesogen, als das von den Schwertern geöffnete Tor verschwindet. Als der Engelsturm zusammenstürzt, fliehen die vier und treffen draußen wieder mit Josuas Truppen zusammen, die in den letzten Stunden eine Schlacht mit den Truppen des Königs ausfochten.
Simon, der bisher dachte, sein Vater sei ein einfacher Fischer gewesen, entdeckt, dass er der Nachkomme und damit Erbe des vorherigen letzten Königs ist. Dies erlaubt es Simon und Miriamel, die er immer für zu hochrangig für ihn gehalten hat, zu heiraten und gemeinsam die Herrschaft über Osten Ard zu übernehmen.

## Deutsche Neuauflage
Im März 2010 erschien die deutsche, überarbeitete Neuauflage der ersten zwei Bände im Klett-Cotta Verlag. „Das Geheimnis der großen Schwerter 3“ erschien im Herbst 2010, Band 4 im Frühjahr 2011. Während der Maler Michael Whelan die Illustrationen zur ersten Auflage geliefert hat, wurden die Zeichnungen der Neuauflage vom Maler Kerem Beyit gezeichnet.

## Hörbuch
Im Jahr 2013 nahm Der Hörverlag mit Andreas Fröhlich als Sprecher eine vollständige Lesung auf.